# Boltwoodite
La boltwoodite è un minerale.